# (4999) MPC
(4999) MPC — типичный астероид главного пояса, открыт 2 февраля 1987 года бельгийским астрономом Эриком Эльстом в обсерватории Ла-Силья и 21 ноября 1991 года назван в честь Циркуляра малых планет.

## Обнаружение и именование
(4999) MPC
Открыт 2 февраля 1987 в обсерватории Ла-Силья Э. В. Эльстом.
Назван Комитетом по названиям малых планет в честь «Циркуляров малых планет» — серии, созданной в 1947 году для публикации астрометрических наблюдений, элементов орбит и ограниченных эфемерид малых планет, а также для объявления новых названий. Аббревиатура также обозначает Центр малых планет, который действует через Комиссию 20 Международного астрономического союза для выпуска циркуляров. Первоначально расположенный в обсерватории Цинциннати, Центр малых планет переехал в Смитсоновскую астрофизическую обсерваторию в 1978 году. Данные о кометах также теперь появляются в публикации, которая имеет альтернативное название «Малые планеты и кометы».
Оригинальный текст (англ.)4999 MPC
Discovered 1987-02-02 by Elst, E. W. at La Silla.
Named by the Minor Planet Names Committee for the «Minor Planet Circulars», the series established in 1947 for the publication of astrometric observations, orbital elements and limited ephemerides of minor planets — as well as for the announcement of new names. The abbreviation also honors the Minor Planet Center, which operates through IAU Commission 20 to issue the Circulars. Originally located at the Cincinnati Observatory, the Minor Planet Center moved to the Smithsonian Astrophysical Observatory in 1978. Data on comets also now appear in the publication, which has the alternate title «Minor Planets and Comets».
Источники: DISCOVERY.DB; M.P.C. 19342.

## Орбита

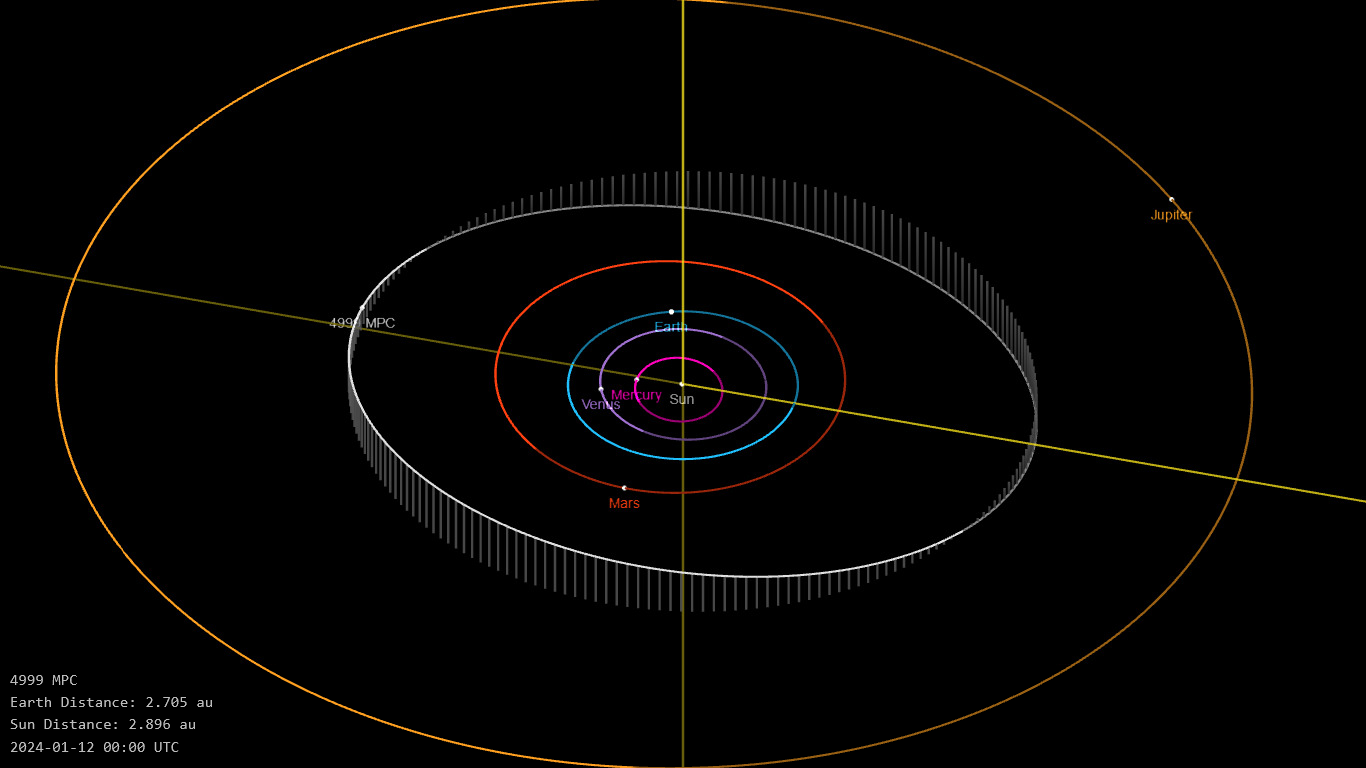
Орбита астероида MPC и его положение в Солнечной системе

## Физические характеристики
Астероид относится к таксономическому классу K.
По результатам наблюдений в видимом и ближнем инфракрасном диапазоне космического телескопа NEOWISE диаметр астероида оценивался равным 12,160±0,202 км. Согласно тем же источникам альбедо оценивается как 0,1893±0,0231 и 0,189±0,023.